# Tour du Doubs 2011
La 27e édition du Tour du Doubs a eu lieu le 4 septembre 2011. C'est la treizième épreuve de la Coupe de France de cyclisme sur route 2011. La course fait partie du calendrier UCI Europe Tour 2011 en catégorie 1.1.

## Classement final
|    | Coureur                | Pays   | Équipe            |    | Temps           |
| -- | ---------------------- | ------ | ----------------- | -- | --------------- |
| 1  | Arthur Vichot          | France | FDJ-BigMat        | en | 4 h 41 min 37 s |
| 2  | Romain Hardy           | France | Bretagne-Schuller | +  | 16 s            |
| 3  | Julien Bérard          | France | AG2R La Mondiale  |    | m.t.            |
| 4  | Matthieu Ladagnous     | France | FDJ-BigMat        |    | m.t.            |
| 5  | Anthony Geslin         | France | FDJ-BigMat        |    | m.t.            |
| 6  | John Gadret            | France | AG2R La Mondiale  | +  | 19 s            |
| 7  | Christophe Riblon      | France | AG2R La Mondiale  | +  | 26 s            |
| 8  | Rémi Cusin             | France | Cofidis           | +  | 28 s            |
| 9  | Tony Gallopin          | France | Cofidis           | +  | 33 s            |
| 10 | Jean-Christophe Péraud | France | AG2R La Mondiale  |    | m.t.            |